# Domenico De Angelis
Domenico De Angelis, né le 15 février 1735 à Ponzano Romano et mort le 10 mars 1804 à Rome, est un peintre italien.

## Biographie
Né de Bartolomeo Turreggia - ou De Angelis - et de Maria Ursula Baldelli, il est baptisé dans la paroisse de Saint-Nicolas de Bari, où sont conservées ses peintures. En 1750, il arrive à Rome et vit avec son frère aîné Giuseppe, qui a une épicerie à côté de San Carlo al Corso. Il est l'élève de Marco Benefial et étudie à l'Accademia del Nudo, à l'Accademia di San Luca, où il reçoit un prix en 1757.
En 1769, il épouse Teresa, fille du peintre Paolo Anesi, et s'installe Via Paolina, où il reste jusqu'en 1790. Il expose ses peintures dans son atelier de la Villa Médicis en 1785 et 1787. Élu académicien en 1774, il fait don à l'Accademia di San Luca du tableau Santa Maddalena, aujourd'hui dans la collection de l'Accademia. Le goût néoclassique accueille des idées plus modernes : des formes néoclassiques claires se dégage un esprit déjà romantique. Domenico De Angelis est directeur de l'Accademia del Nudo.

### Peintre de la famille Borghese
Le prince Marcantonio Borghese le choisit pour peindre, sur le plafond d'une salle du rez-de-chaussée du Palazzo Borghese, le combat entre Hercule et Apollon pour le trépied de Delphes - dont l'esquisse se trouve aujourd'hui à la National Gallery of Ancient Art - et deux scènes avec Apollon victorieux du python et Hercule et l'hydre (1771).

### Autres commandes
En 1785, il peint un retable pour l'église de l'Assunta à Montalto di Castro, que l'on peut voir sur place. Pour la béatification de Fra Pacifique de San Severino (1786), Domenico De Angelis peint pour Pie VI Le bienheureux franciscain traverse un ruisseau en étendant sa cape sur les eaux.

## Décor de la salle de Pauline, Villa Borghese

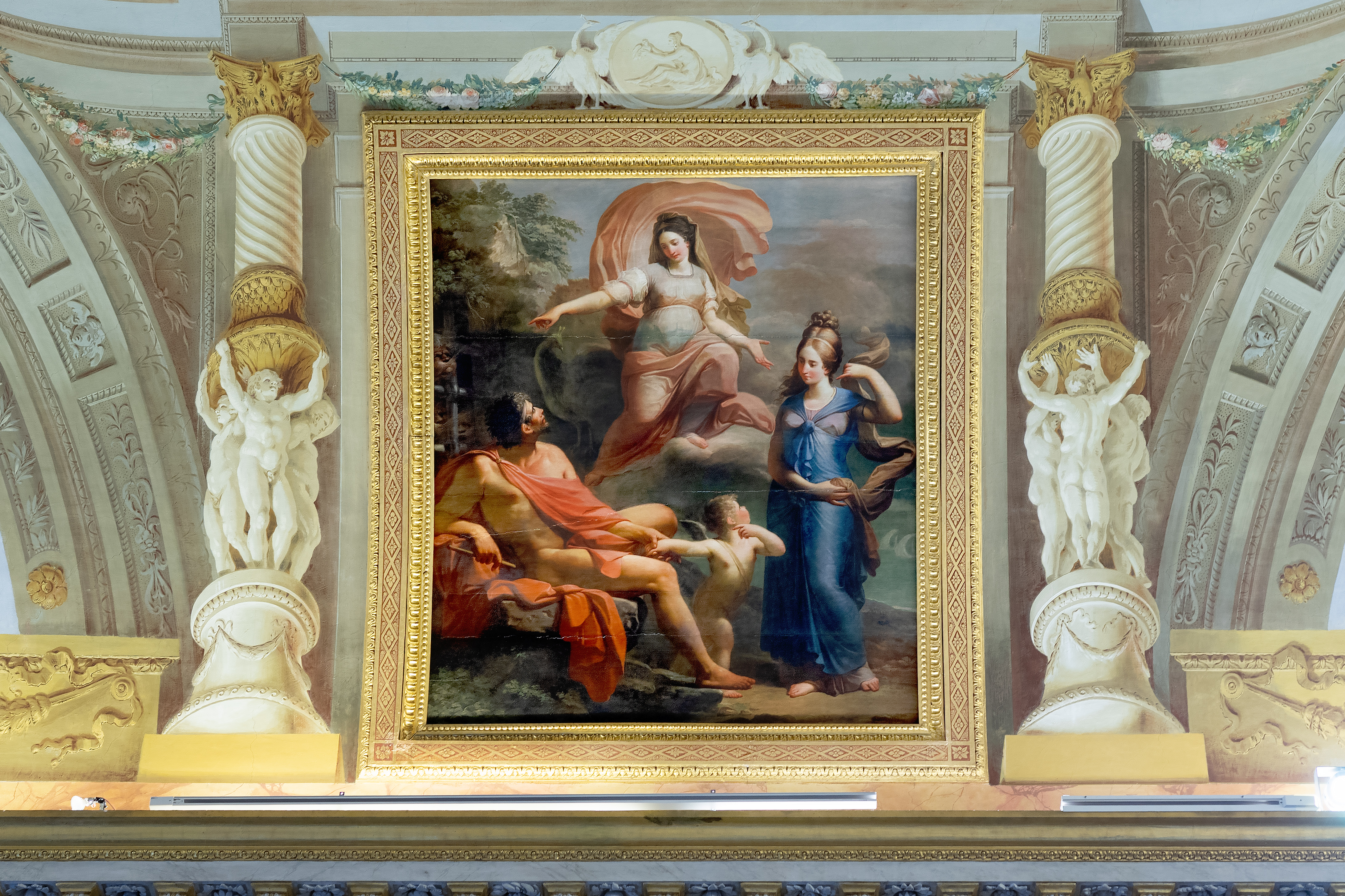
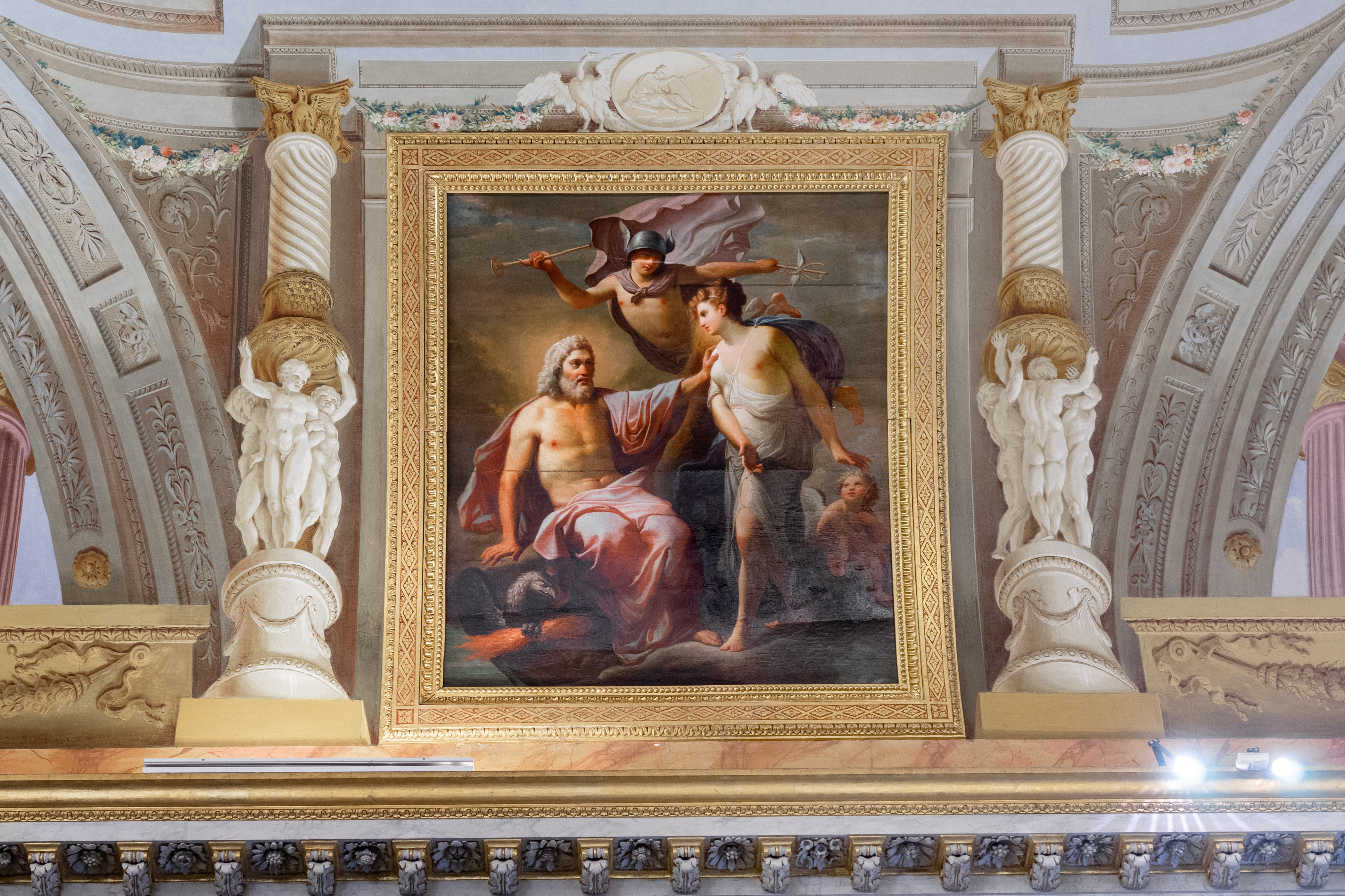
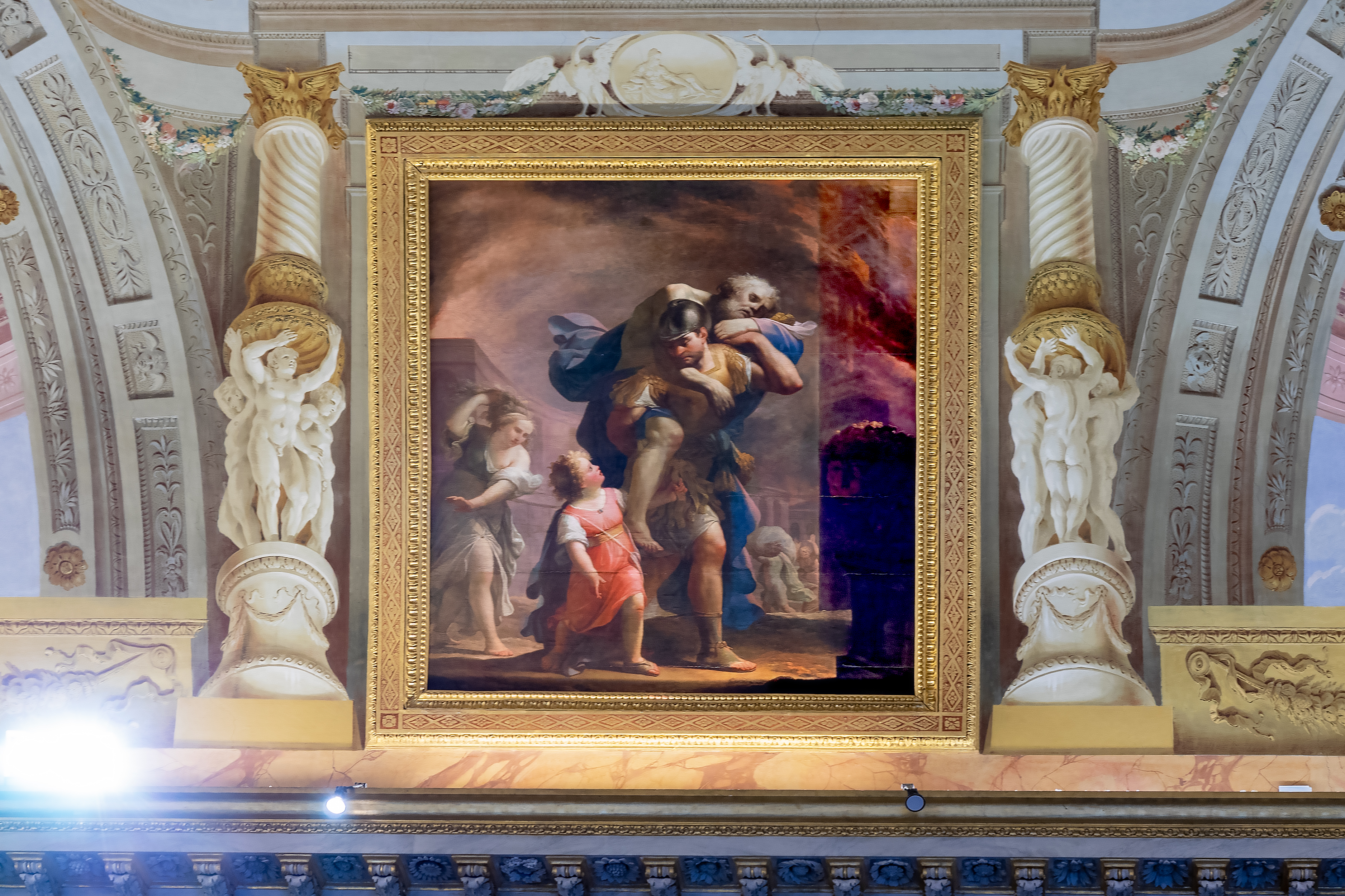
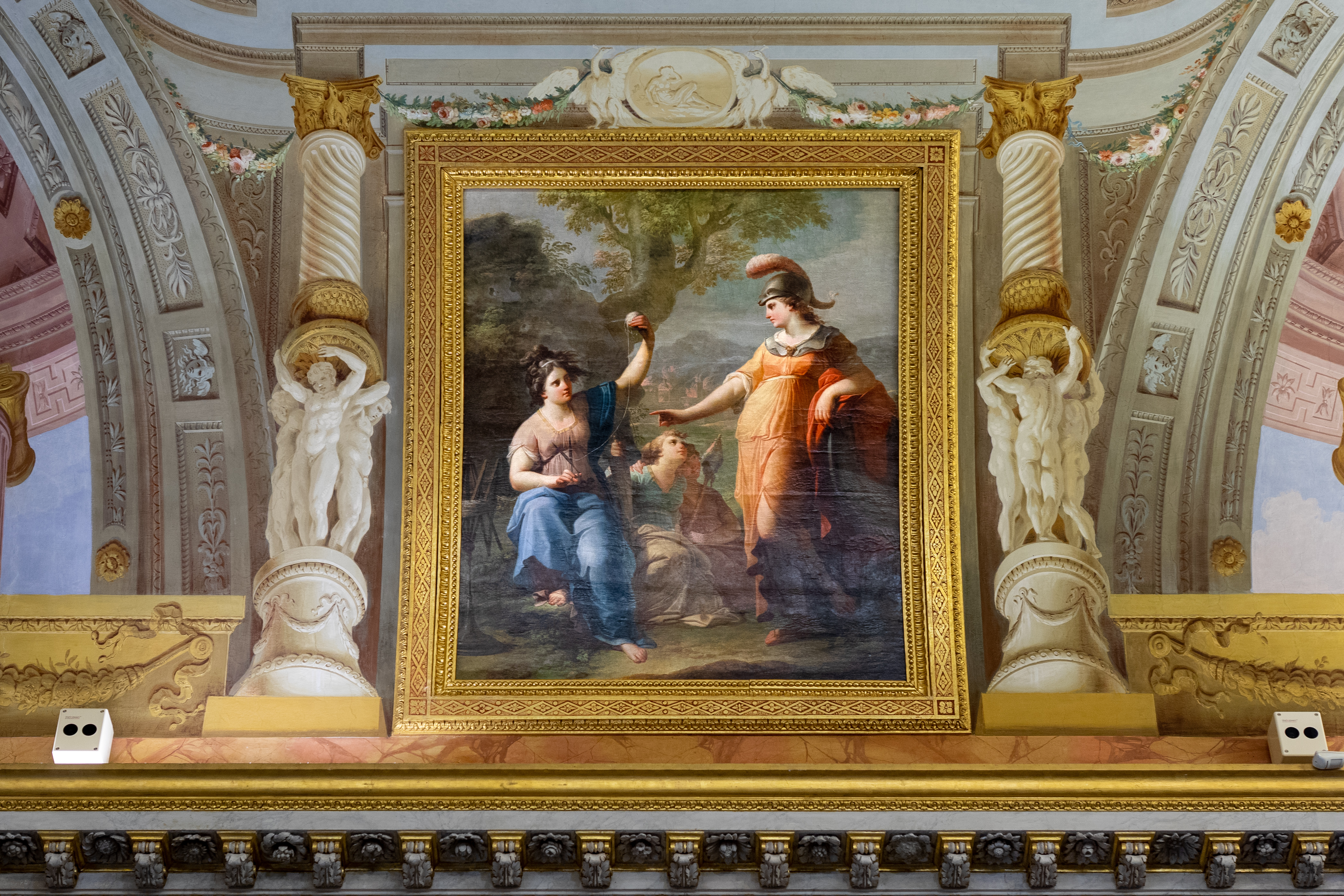
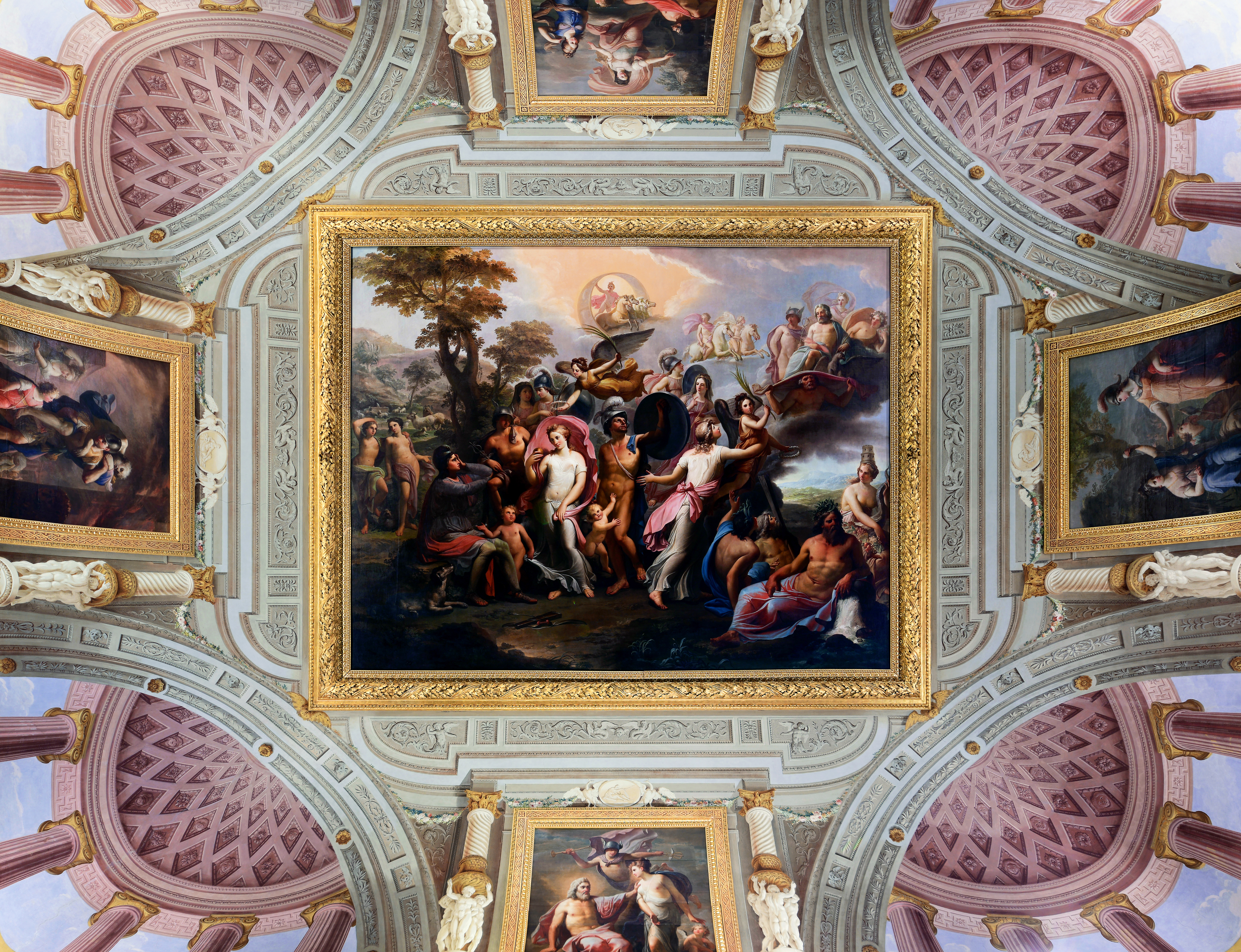
Vue d'ensemble

## Décor de la salle des Empereurs, Villa Borghese

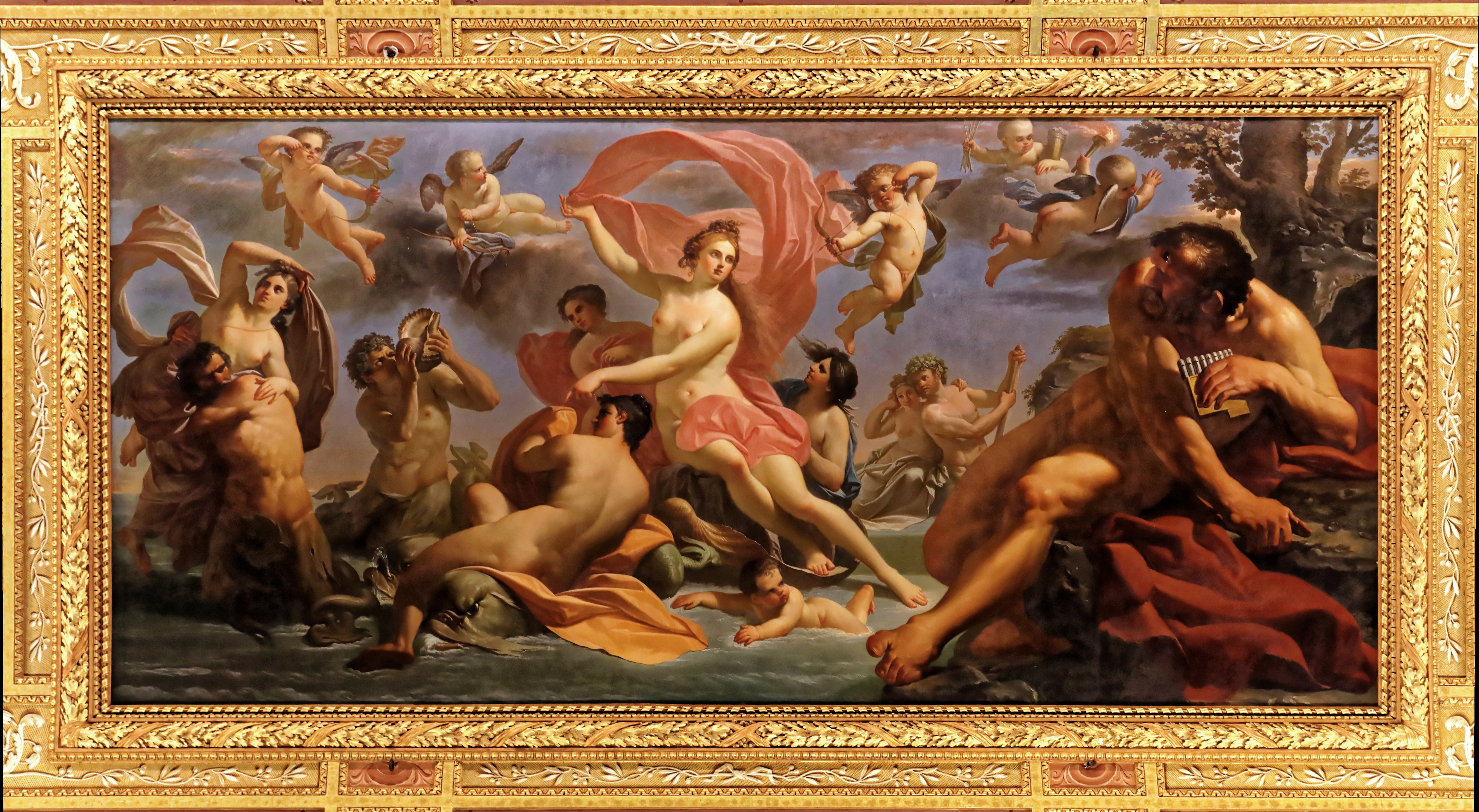
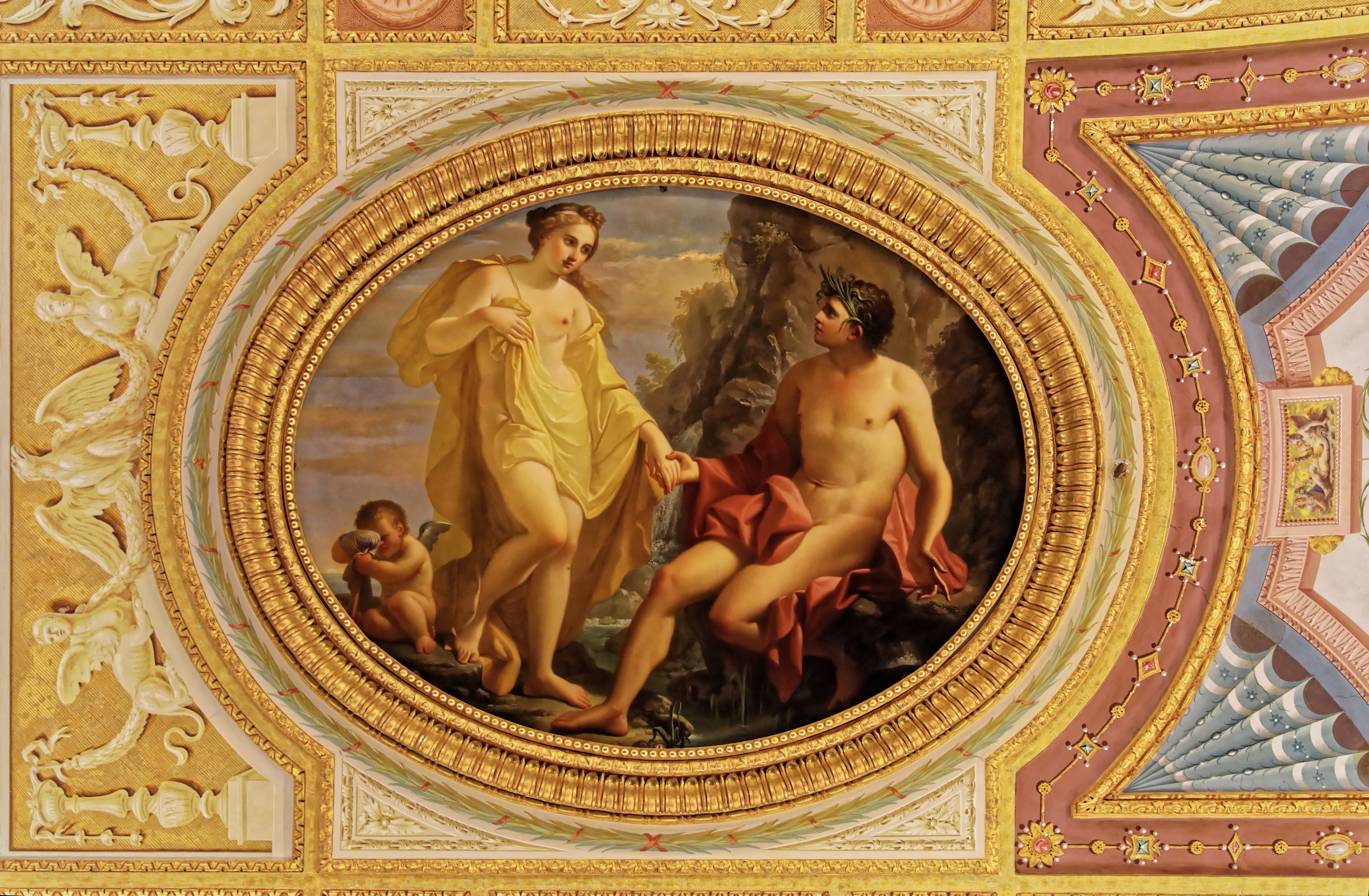
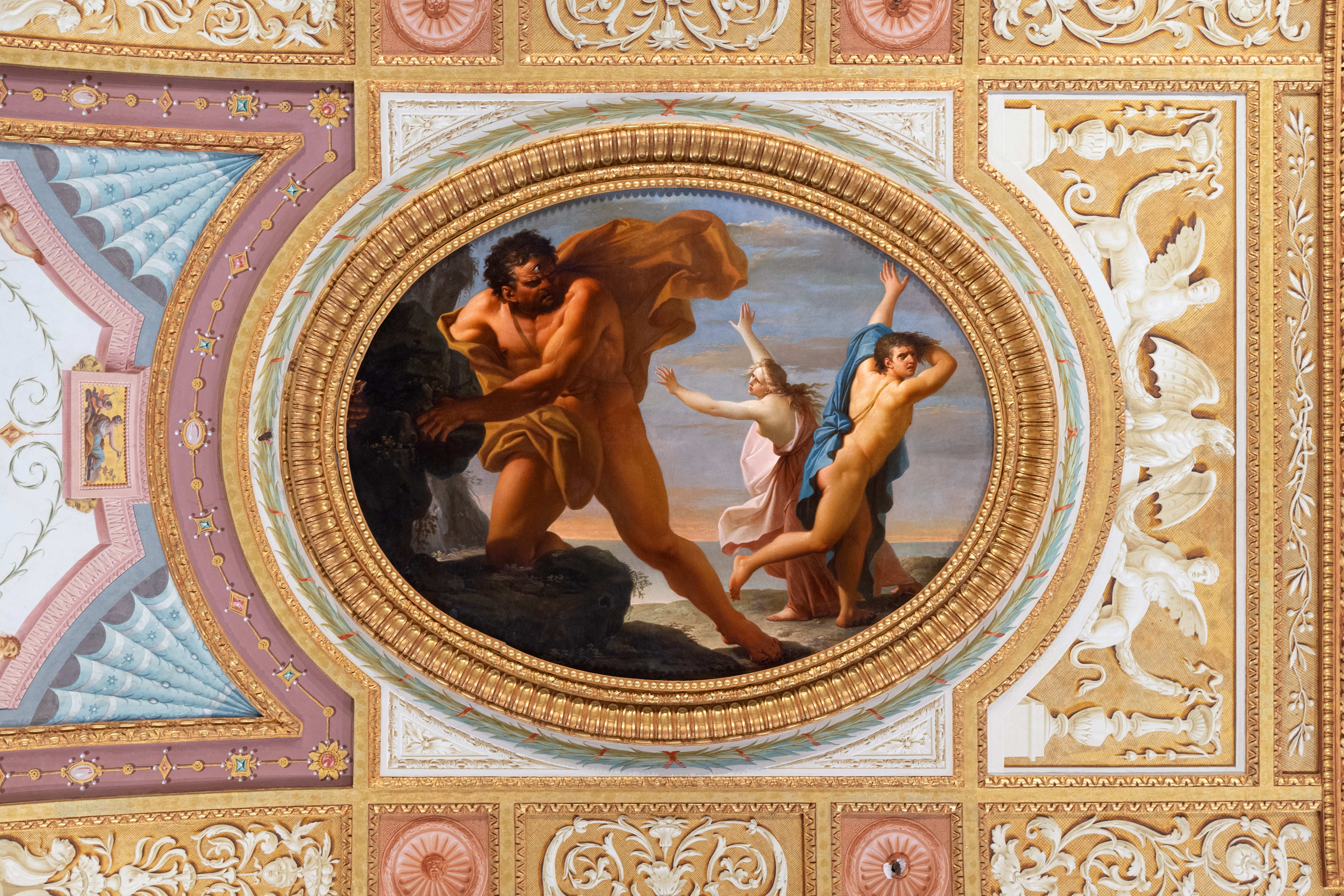
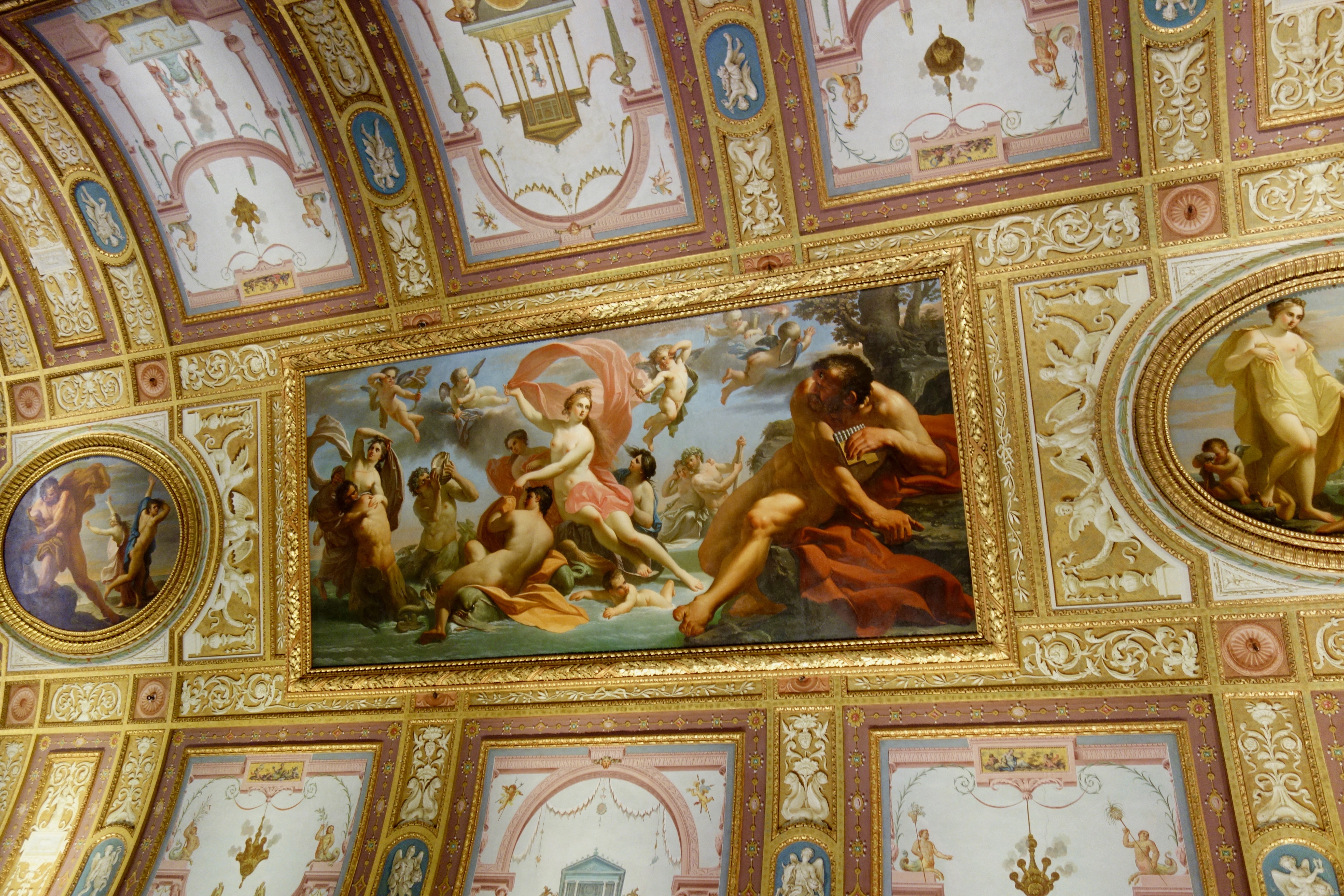
Vue d'ensemble

## Décor du cabinet des Masques, Vatican

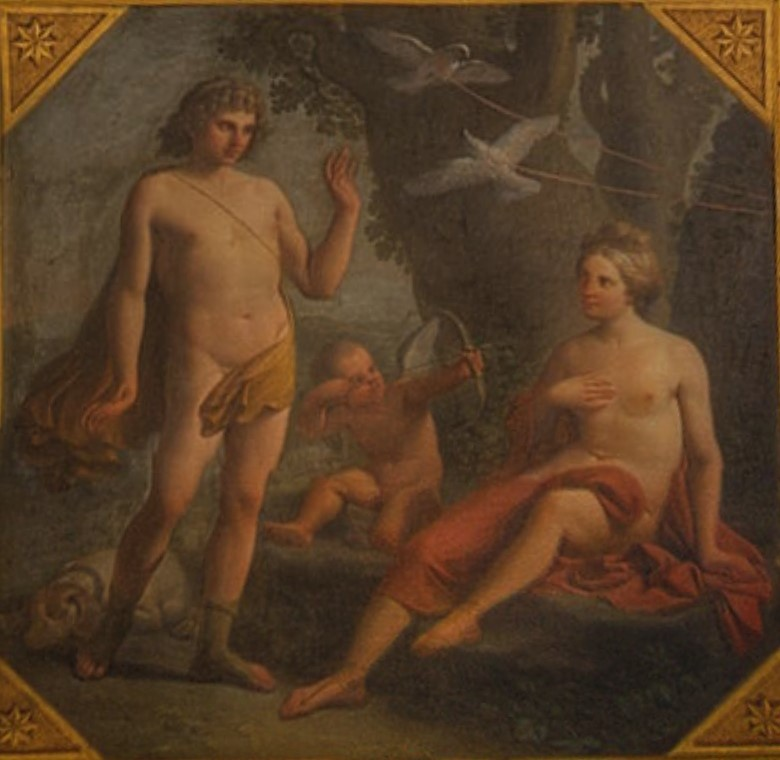
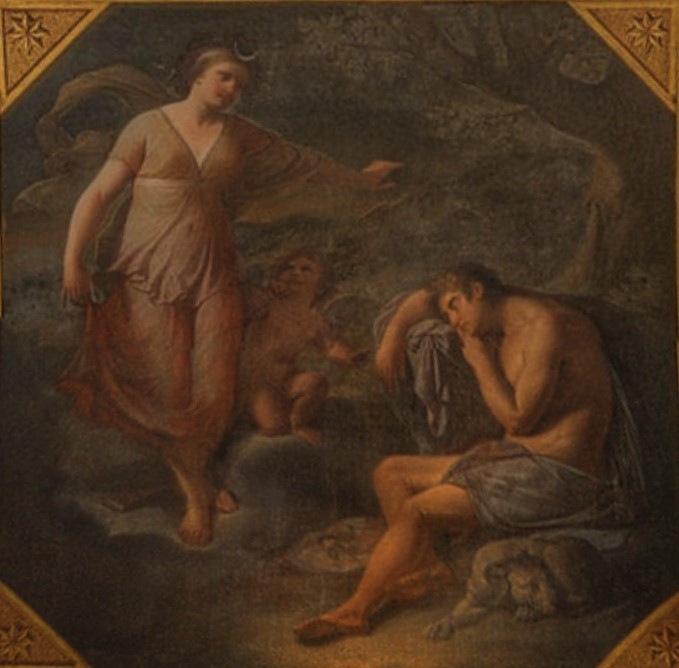
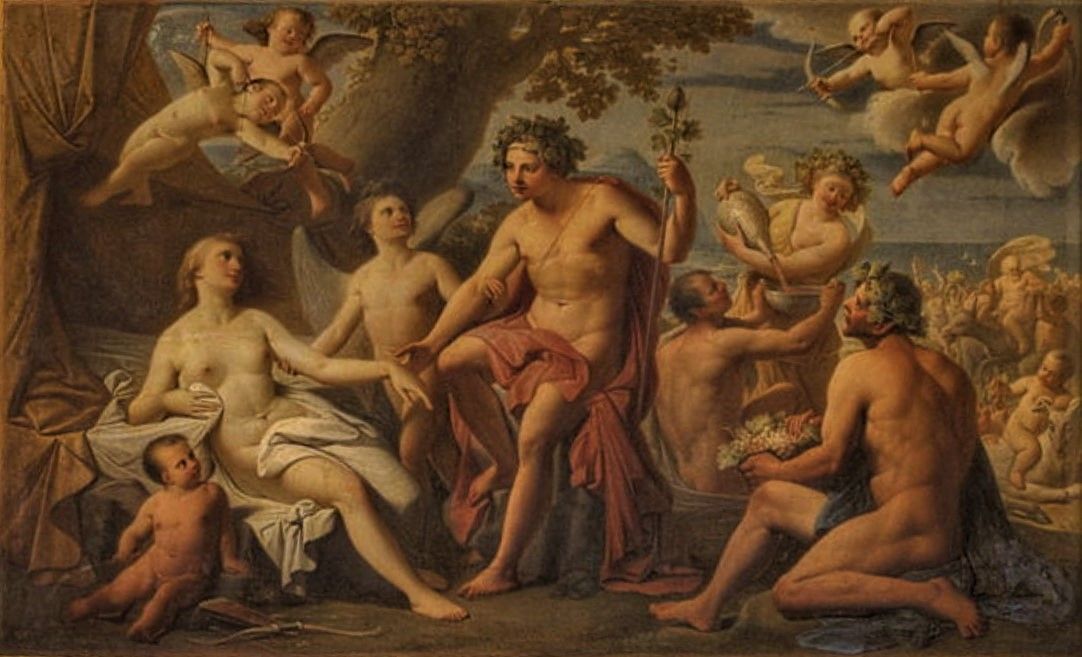
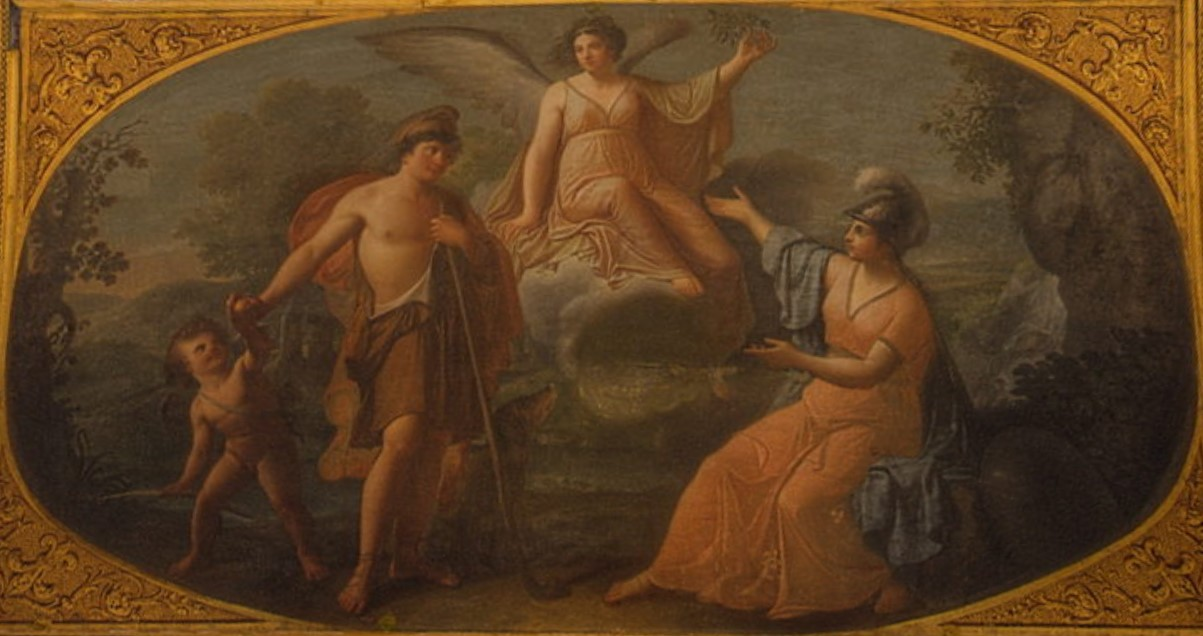
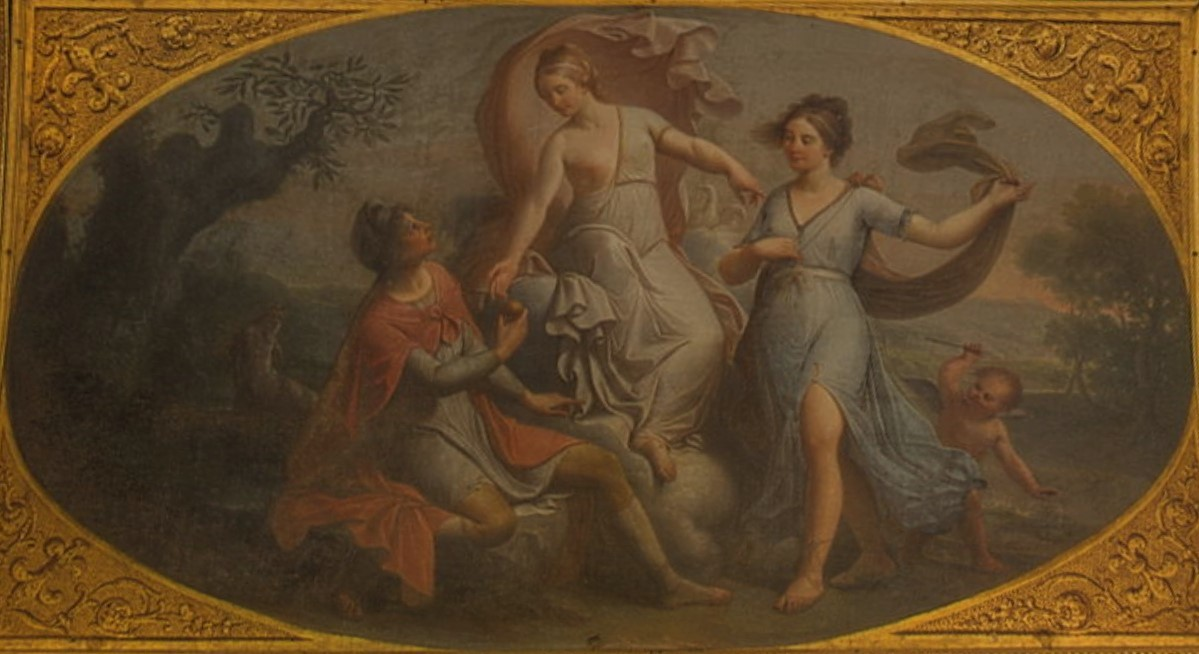
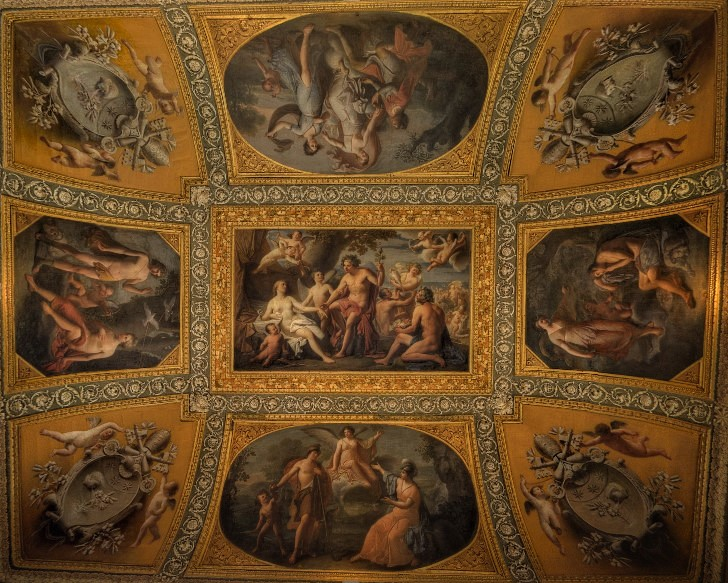
Vue d'ensemble